# Australobius ethodes
Australobius ethodes är en mångfotingart som beskrevs av Chamberlin 1939. Australobius ethodes ingår i släktet Australobius och familjen stenkrypare.
Artens utbredningsområde är Papua Nya Guinea. Inga underarter finns listade i Catalogue of Life.